# Nelson Entertainment
La Nelson Entertainment è stata una casa di produzione statunitense, fondata nel 1985 da Barry Spikings e Richard Northcott.

## Storia
Celebre per aver prodotto ed essersi occupata della distribuzione di numerose pellicole insieme alla Castle Rock Entertainment, tra cui Harry, ti presento Sally… (1989), Misery non deve morire (1990) e Scappo dalla città - La vita, l'amore e le vacche (1991).
Nel 1988 la Nelson Entertainment cedette i propri diritti per la distribuzione home video alla Orion Pictures, mentre nel 1991 vendette il proprio reparto per la distribuzione delle pellicole alla New Line Cinema, che lo rinominò New Line Home Video. Nel 1994 l'azienda fu acquistata da Crédit Lyonnais e conseguentemente venne rinominata Epic Productions, continuando a esistere fino al 1997, anno in cui la maggior parte dei diritti posseduti dalla Nelson Entertainment fu acquisita dalla Metro-Goldwyn-Mayer; i diritti per la trasmissione televisiva delle pellicole furono invece ceduti a Paramount e a Viacom.